# 합리론
인식론에서 합리론(合理論, 영어: rationalism), 합리주의(合理主義) 또는 이성주의(理性主義)는 이성을 지식의 제일의 근원으로 보는 견해를 말한다. 합리론에서의 진리의 기준은 감각적인 것이 아니라 이성적이고 연역적인 방법론이나 이론으로 정의된다. 합리론자는 우리의 개념과 지식이 감각적 경험에서 독립하여 얻어지는 방법이 존재한다고 주장하며, 경험론자는 감각적 경험이야 말로 우리의 개념과 지식의 궁극적인 원천이라고 주장한다.
오랜 논쟁에서 합리론은 경험론에 반대하는 입장이었으며, 합리론자는 실제는 본질적으로 논리적인 구조를 가지고 있다고 믿었다. 이 때문에 합리론자들은 어떤 진리는 존재하며, 지성은 이러한 진리를 직접적으로 포착할 수 있다고 주장하였다. 즉, 합리론자들은 근본적으로 참인 어떤 이성적인 원칙이 논리, 수학, 윤리학, 형이상학에 존재하며, 이를 부정하는 자는 모순에 빠지게 된다고 주장하였다. 합리론자들은 이성에 매우 강한 확신을 가지고 있어서 경험적인 증거나 물리적인 증거는 진리를 획득하는 데에 불필요한 것으로 간주하였다. 다시 말해, 우리의 개념과 지식이 감각적 경험으로부터 독립적으로 얻어지는 두드러진 방법이 있다는 것이다. 이러한 방법이나 이론을 강조하는 정도의 차이는 "지식을 획득하는 다른 방법에 비해 우월함을 가지고 있다"는 온건한 입장부터 이성은 "지식을 향한 유일한 길"이라는 극단적 입장까지 다양한 합리주의적 관점을 낳았다. 전근대의 이성에 대한 이해를 고려할 때, 합리론은 소크라테스의 질문하는 생애나 권위에 대한 회의주의자의 명쾌한 해설로서의 철학 그 자체과 같다고 할 수 있다.
정치에서 계몽주의 이래로 합리론은 공화주의, 세속주의, 무종교 (종교적 또는 무종교적 이념에 관계 없이 실현 가능한 다원론적 합리주의 방법론의 공리주의를 적용하여 수정된 후기 양상의 반신론)에 집중된 "이성의 정치"를 강조하였다. 이러한 점에서, 철학자 존 커팅햄(John Cottingham)은 방법론으로서의 합리주의가 세계관으로서의 무신론과 어떻게 융합되었는지를 강조하였다.
과거에 특히 17세기와 18세기에 합리론자라는 용어는 종종 반성직자적인, 반종교적인 관점을 가진 자유로운 사상가를 말하기 위해 사용되었고, 시간이 지나면서 이 단어는 뚜렷하게 경멸적인 의미를 얻었다. (그래서 1960년에 샌더슨(Sanderson)은 '순전한 합리론자, 즉 보통의 영어에서 후기 판형의 무신론자'라고 얕잡아 말했다.) 초자연적인 것을 위한 공간이 없는 세계관을 특징짓기 위하여 합리주의자라는 딱지를 사용하는 것은 오늘날 더욱 흔하지 않게 되었고, 인본주의자나 유물론자같은 용어가 그 자리를 차지하고 있는 것으로 보인다. 그러나 이 오래된 용법은 아직 살아 있다.

## 역사

### 고대 합리론

#### 피타고라스
피타고라스(Pythagoras)가 살았던 시대에 현대의 과학적 방법론이 발달하지 않았으나, 그는 육체와 영혼을 구분하고, 영혼에 절대적인 지성을 부여하는 고전적 합리주의 개념을 창안하였다. 그는 저서를 남기지 않았으나, 그의 생애와 이론에 대해서 연구한 이암블리코스(Iamblichos)의 《피타고라스의 생애》에 따르면, 피타고라스는 영혼중심적 합리주의와 신비주의의 특징을 갖고 있음을 알 수 있다. 그는 인간이 오류를 저지르는 이유는 영혼을 감싼 육체의 방해 때문이며, 극한의 수행을 통해 육체에서 벗어나 영혼으로 화하는 것이 인간의 목표라고 하였으며, 우월함과 열등함을 나눈 다음, 영혼(불변하는 영원의 존재)으로 회귀하는 삶을 우월함, 육체적 정열에 이끌려지는 삶을 열등함으로 보았다. 또한, 그는 영혼에는 우주만물의 진리가 내재되어있지만, 그것이 윤회를 통해 다른 육체에 옮겨가게 되는 동시에 희미해지기에 모든 인간을 태어날 때부터 보편에 대한 막연함을 가질 수밖에 없다고 주장하기도 하였다. 훗날 형성된 신피타고라스 학파도 이 기반 위에 성립되었으며, 이 학파에서 배출된 필롤라오스, 알크마이온은 해부학자 및 수학자로 유명하다.

#### 플라톤
플라톤(Platon)은 피타고라스·소크라테스·파르메니데스의 사상을 심화 및 발전시켜 보편자인 '이데아'(idea) 개념을 형성하였다. 그는 이데아라는 만물에 내재된 보편자를 아는 것이 사물의 운동과 특성을 파악할 수 있는 유일한 길이며, 단순한 감각으로 파악한 내용은 가지식(假知識)에 불과하기에 사물의 본질을 알 수 없다고 하였다. 이러한 그의 지향성은 그의 저서 《파이돈》·《티마이오스》·《향연》에서 확인할 수 있다.

#### 키티온의 제논
키티온의 제논(Zenon of Kition)은 스토아주의 이론가이다. 그는 우주(진리·보편)를 소우주와 대우주로 나누고, 인간이 소우주의 부분적 참인식을 통하여 소우주를 완전히 파악할 수 있고, 확고히 파악된 소우주가 모여서 전체를 관통하는 진리인 대우주에 도달할 수 있다는 고대 합리론적 견해를 내보였다. 그는 여기서 플라톤과 마찬가지로 인간의 인식을 정욕에 빠진 불완전한 인식인 감각과, 참된 인식인 이성(logos)으로 나누었지만, 이 둘 모두 우주에서 파생된 것이며, 사실은 근본적으로 하나라고 하였다. 인간이 한 사물에 대해서 이성적인 사고를 하기 위해서는 현상에 대한 끊임없는 의심이 동반되어야 함을 강조하였으며, 여기서 '끊어지지 않는 의심' 사물에 대한 완전한 정관을 의미하는 것이다. 따라서, 육체적 인지인 감각과, 합리적인 의심과 끊어지지 않는 사유로 대변되는 정관을 구분하였으므로 합리주의자라고 할 수 있다. 또한, 인간은 물질로 이루어져 있으며, 물질의 본연 속성은 선하기에 물질에 대한 본연 속성의 관통은 곧 최고선과의 합치라고 하였다. 인간의 정신도 본원물질에서 비롯되었다고 주장했다는 점에서 유물론적 합리주의자라고 할 수 있다. 그의 철학은 합리주의자인 바뤼흐 스피노자에 의해 계승되었다.

#### 플로티노스
플로티노스(Plotinos)는 신플라톤주의의 원형을 작업한 인물이다. 그의 일자(Hen 또는 To Hen, 一者)설은 그의 사상이 '유출설(Emanationstheory, 流出說)'의 큰 범주 안에 포함되게 하는 원인이 되었다. 일자설 또는 일자론은 시간과 공간의 제약을 받지 않는 하나의 훼손될 수 없는 진리 또는 절대자가 만물을 파생시킨다는 철학 이론이다. 플로티노스는 이러한 개념을 플라톤의 사상집에서 얻어냈으며, 자신의 저서(《엔네아데스》)에서 이에 대해 상세히 논했다. 플라톤도 자신의 저서에서 '일자'라는 개념을 썼기 때문이다. 하지만, 플라톤은 일자에 대한 논의를 상당히 막연한 수준에서 끝마쳤고, 이데아라는 형이상학적 보편자에 집중했다. 플로티노스는 플라톤의 이데아라는, 인식론적인 문제를 넘어서 세계 전체를 아우를 수 있는 일자라는 개념에 상당한 관심을 가졌고, 이 일자라는 개념의 파생 원리를 밝혀내기 위해 노력했다.
그는 여기에 창발(Emergence)이라는 개념을 더하였다. 창발은, 일자에 의해 파생된 파생물들이 상존하면서 생성되는 통일성, 자발성이다. 일자의 파생물에 불과한 인간이 스스로 능동적인 이성 사유를 통해 미와 추를 판단하고 최고선으로 진입할 수 있는 이유는 모두 스스로가 가진 내적 창발성 때문이다. 그리고 이러한 이성적 판단을 아리스토텔레스(Aristotle)가 그러했던 것처럼 관조(觀想, Theoria)라고 칭했다. 또한, 이데아를 뛰어넘는, 심지어 이데아를 파생시킨 일자에 관해 집중을 한 덕에 새로운 국면을 맞이한 플라톤주의에서 '이데아'의 중요성은 상대적으로 희박해지게 된다. 반면, 모든 만물을 파생시키는 에너지의 집적체인 일자, 즉 절대자에 집중이 쏠리면서 그의 플라톤주의 체계는 더더욱 신비주의적이면서 일원론적인 요소를 보이게 되었다. 신플라톤주의의 이러한 속성은, 훗날 히포의 어거스틴(Augustine of Hippo)에 의해 기독교의 세계론에 흡수가 되는 이론적 배경이다.
그의 논리에 따르면, 일자는 그 본원적 특성으로 '무한한 공급'(Fluxus, '무한한 넘침'이라고도 한다)이 있다. 일자에 의한 무한한 공급은 정교한 정신(Nous)을 낳으며, 정신은 영혼(Psyche)을 낳고, 영혼은 물질(Hyle)을 낳는다. 영혼의 파생물이자 부차물인 물질우주(이하 만물)는 그 형상 너머의 그 본질을 보면 '선(善)'의 법칙이 내재된 것이라고 봤다. 그러나, 물질우주는 그 자체로 본질에서 멀어지는 악(惡)의 속성을 지니고 있다. 오직 이를 바로 잡고 본질, 즉, 선의 원리로 나아갈 수 있게 하는 것은 '관조' 뿐이라고 하였는데, 여기서 이성적 사유의 중요성을 강조했다고 볼 수 있으며, 선의 법칙이 내재된 요소는 '비존재'가 아닌 '존재'가 될 수 있는 요건이자, 이데아를 통해 본질이 지각될 수 있는 것이다. 따라서, 그는 만물은 사실 일자의 덕에 의한 파생물이다. 그러나, 정교하지 못 한, 혼돈의 상태로 하향(下向)하는 '상태'가 존재하는데, 이를 악(惡)이라고 규정하였다. 즉, 그에게 있어서 선은 정교함의 원인인 완전성의 추구, 그리고 그러한 상태에 있으며, 이와 반대되는 혼돈과 부조화, 즉, 이러한 것으로 가득한 상태를 '암흑'이라고 한다. 암흑은 악에 속하며, 하나의 근본적인 존재로부터의 충만에서 완전히 멀어진, '비존재'이다. 그의 미추 이론에서도 이러한 입장을 주된 논점으로 넣었다. 또한, 그는 모든 것은 일자에 의해 파생된다는 것을 플라톤주의에서 명시함으로써 확고한 형이상학적 일원론의 입장을 고수하게 됐다.

### 중세 합리론
서구 사회의 경우 4세기부터 시작하며, 5세기에 접어들면서 기독교 사고관이 강하게 자리 잡게 되었기에 합리론적 사고는 그 자취를 감추게 되었다. 반면, 중동 지역의 경우는 신플라톤주의 사고가 그대로 유지되고 있었기에 수많은 의학자와 과학자가 배출되면서 합리론의 맥을 이어나가게 되었다. 이는 7세기부터 아랍 지역이 이슬람교를 받아들인 뒤에도 유지되었는데, 학자들은 지식과 이성을 강조하는 이슬람교 특유의 교리 때문인 것으로 분석하고 있다.

### 근대 합리론

#### 르네 데카르트

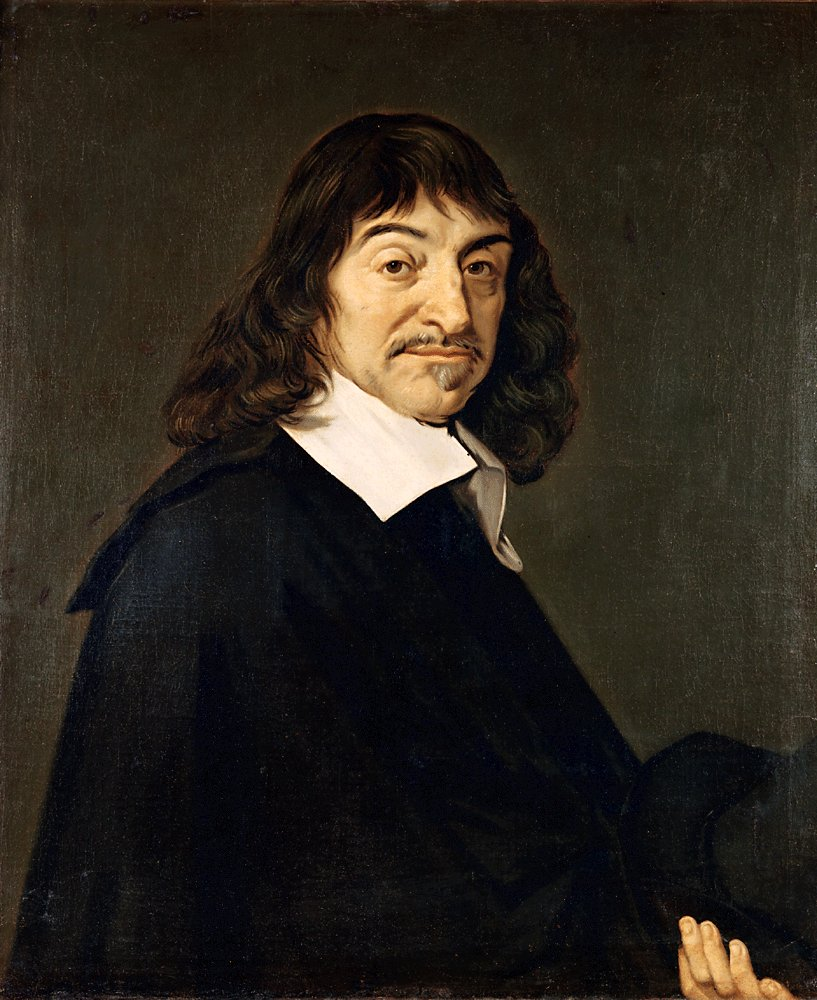
데카르트는 최초의 근대적 합리론자이자 근대 철학의 아버지로 불린다.

르네 데카르트(Rene Descartes)는 최초의 근대적 합리론자이자 근대 철학의 아버지로 불린다. 그를 뒤따르는 서양 철학의 다수는 그의 저술에 대한 응답이다. 데카르트는 영원한 진리에 대한 지식은 오직 이성 단독으로 얻어질 수 있다고 생각하였다. 다른 지식인 물리학에 대한 지식은 과학적 방법의 도움을 받은 세계에 대한 경험을 요구한다. 그는 또한 꿈은 감각적 경험처럼 진짜처럼 나타나지만 꿈은 사람에게 지식을 제공할 수 없다고 주장하였다. 또한 의식된 감각적 경험은 환상의 결과일 수 있기 때문에 감각적 경험은 그 자체로는 의심받을 수 있다. 이러한 결과로 데카르트는 합리적인 진리를 추구하려면 모든 실제에 대한 믿음을 의심해야 한다고 연역하였다. 그는 이러한 믿음을 《방법 서설》 등에서 자세히 설명하였다. 데카르트는 지성 또는 이성으로 인식될 수 없는 것은 지식으로 분류될 수 없다는 것에 따라 진리를 얻기 위한 방법을 개발하였다. 이러한 진리는 데카르트에 따르면 어떠한 감각적 경험도 없이 얻어진다. 이성으로 얻어진 진리는 순수한 연역적 과정을 통하여 직관으로 얻을 수 있는 요소로 쪼개질 수 있다.
데카르트는 그의 방법의 결과로서 이성은 단독으로 지식을 결정할 수 있으며, 감각으로부터 독립적으로 이뤄질 수 있다고 주장하였다. 예를 들어, 데카르트의 유명한 선언인 코기토 에르고 숨은 물질에 대한 어떤 종류의 경험에 앞서서 도달한 결론이며, 어떤 것의 존재를 의심하는 것은 내가 사고하기 위해서 존재한 것을 증명한다는 것을 의미한다. 다시 말해, 어떤 것이 의심하는 것을 의심하는 것은 터무니가 없다는 것이다. 데카르트에게 이것은 모든 형태의 지식이 어떤 것에 근거를 두어야 할지에 대한 의심할 여지 없는 원리였다. 데카르트는 몸의 본질과 마음의 본질을 구별하는 형이상학적 이원론을 견지하였다. 데카르트의 체계에서 몸과 마음의 본질은 서로로부터 독립적이기 때문에 이 중대한 구분은 해결되지 않은 채로 남았으며, 정신-육체 문제를 야기하였다.

#### 바뤼흐 스피노자
르네 데카르트의 방법적 회의를 받아들인 동시에 이원론을 비판하고, 유물론적인 일원론적 합리주의를 주장한 근대 철학자이다. 바뤼흐 스피노자(Baruch Spinoza)는 인간과 인간의 정신을 포함한 모든 존재를 우주물질의 일부라고 하였으며, 이러한 그의 뜻은 '신 즉 자연'(Deus sive Natura)이라는 말로 대표될 수 있다. 그는 인식되는 모든 사물은 능산적 자연(Natura naturans)인 본질과, 소산적 자연(Natura naturata)인 양태(Modus)로 나뉜다고 보았으며, 이 양태의 변화의 파악 여부에 따라 해당 사물에 대한 이해도가 달라진다고 하였다. 《기하학적 순서로 증명된 윤리학》(Ethica)에 따르면, 정열에 싸인 인간은 사물에 대해 수동적인 입장을 지닐 수밖에 없으며, 따라서 사물 체계의 인과론적 원리에 귀속되는 삶을 살게 된다. 반면, 한 사물에 대해 데카르트적 회의를 하게 될 경우 이성지(理性知)적 측면이 발달하여, 사물의 진위를 가리는 정관의 상태에 진입했다고 할 수 있다. 《지성개선론》에 따르면, 이 상태에 진입한 경우 사물의 정합성을 따지게 되며, 이는 직관지(直觀知)로 나아가는 수순으로 이어질 수 있다. 그러나, 신적 상태에 들어서지 않은 모든 인간은 한 사물에 대해서 수많은 인식 상태가 공존하고 있기에 부분적으로 수동적이며, 또한 부분적으로는 능동적인 입장을 지니게 된다. 그러나, 이러한 이성지적 사고에 익숙치 않은 인간일 경우 자연에 대해서 관조적인 입장이라기보단 수동적인 입장을 취하게 될 것이다. 이러한 입장은 그가 사물에 대한 이성지로부터 나오는 정합적 사고가 완전히 기하학적 원리를 갖고 있을 수 있다고 주장한 것과 연결되며, 동시에 육체적 감각은 무작위적이며, 임의적인 것이라고 판단한 것과도 연결된다.
그의 사상에 영향을 준 데카르트가 심신이원론을 전개한 것과 달리 그는 심신평행론을 전개하였으며, 정초주의적이라기보단 정합주의적이었다. 그는 육체와 정신은 하나이며, 이 두 가지 모두 우주물질에서 기원된 요소라고 보았다. 또한, 그는 그의 저서들에서 인간이 사물을 인식하는 것, 그리고 다른 사고를 접하는 것, 자신이 행하는 사고를 자신이 다시 접하는 것 등등 수많은 상황을 나눠서 인간의 인식이 어떠한 원리를 갖고 있는지를 규명하려고 하였다. 그리고 인간이 한 사물에 대해서 직관지적 입장을 갖는다는 것이 곧 최고선에 향하는 것과 같다고 주장했다는 점에서 키티온의 제논을 포함한 스토아주의자들의 사상과 유사점을 발견할 수 있다.

#### 고트프리트 빌헬름 라이프니츠
고트프리트 빌헬름 라이프니츠(Gottfried Wilhelm Leibniz)는 미적분학, 지질학 및 물리학에서 획기적인 업적을 이루어낸 과학자이자 철학자이다. 그의 이론에 따르면, 세계는 무수히 많은 단일불가분(單一不可分) 속성을 갖춘 동시에 능동성을 지닌 보편자에 의해 구성되며, 이를 모나드(Monad)라고 칭하였다.
모나드는 그 표상력이 정도차에 따라 무기적 자연물에서 신에 이를 수 있으며, 이 사이의 간극에서 수많은 감정과 마음이 생겨난다. 모나드는 본래 각각 독립적이고 서로 관계가 없는 보편자이지만 이 모나드들이 세계의 통일을 형성할 수 있는 이유는 바로 신에 의한 '예정조화'(豫定調和) 때문이라고 하였다. 세계가 신의 예정조화이며 최선의 질서를 얻고 있다고 보는 것에서, 낙관주의적 입장을 견지하고 있었으며, '이성'(Logos)이란 이 조화를 정확히 포착해낼 수 있는 능력을 뜻한다.
따라서, 그는 인식론에서는 감각을 원천으로 하는 경험론에 반대하여, 합리론의 입장에서 모나드의 표상작용에 기초를 둔 생득적 합리성으로부터 진리의 성립을 설명하고, 진리의 기준을 명백성과 무모순성에 두었다. 초시간적인 영원의 진리인 '이성의 진리'의 체득에서는 아리스토텔레스의 논리학으로 충분하지만, 다른 한편 경험적인 자연법칙 등의 '사실의 진리'는 '충족이유의 원리'를 필요로 한다고 했다. 그의 논리학 사상은 수학적 사상의 기초를 수립한 것으로서 평가받고 있다

#### 프리드리히 빌헬름 요제프 셸링
프리드리히 빌헬름 요제프 셸링는 임마누엘 칸트의 초월론적 관념론을 비판한 철학자이며, 르네 데카르트의 정초주의적 합리론을 고수 및 계승하려고 한 학자이다. 그러나, 그의 철학은 1809년 《인간 자유의 본질에 관하여》를 낸 기점으로 전기 사상과 후기 사상으로 나눠서 봐야 할 만큼 시기에 따라 그 내용 차이가 심하며, 스스로도 전기 철학을 부정적으로 평가하였다. 후기 사상의 경우는 낭만주의와 종교적 신비주의의 영향을 강하게 받았기에, 본 문서는 그의 전기 사상만 다룬다.
《철학의 원리로서의 자아》에서 그는 그간 철학이 구분했던 주관과 객관을 넘어선 절대적 본질이 존재한다고 봤으며, 따라서 양분론적 입장(피히테의 입장)을 강렬하게 비판했다. 그는 이러한 절대자를 지적 직관으로 파악하려 했으며, 이 지점에서 합리론자라고 할 수 있다. 그는 절대자를 절대적인 동일성을 지닌 존재로 설명했으며, 이것은 오로지 지적 직관에 의해 파악되는 완고한 것이라고 하였다. 그는 우주물질 즉, 자연의 배열과, 이 배열에 따른 모든 정신적 작용은 절대자에서 비롯되며, 어떠한 견해가 오류인가 아닌가를 판단하는 기준은 이 배열을 주도하는 절대자의 흐름에 맞느냐, 맞지 않느냐라고 나눠져야 한다고 주장했다. 또한, 스피노자로부터 양태론을 얻고, 그것을 계승하며, 자연은 저마다 다른 잠재성(Potenz)을 갖고 있으며, 이 잠재성이 무한에 가까워지면 그것이 정신을 구성하는 원리가 된다고 하였다. 즉, 그는 물질이 추상적이고 동시에 존재론적인 '정신'의 위치에 도달할 수 있다고 한 것이다. 이러한 입장은 미(美)와 추(醜)의 개념에도 적용되었다.

### 현대 합리론
1960년대 말부터 근대주의에 대한 비판이 심화되면서 오늘날 합리론이라고 단순히 이름붙이는 것은 희귀한 것이 되었으나, 감각주의의 한계로 인해 1990년대 말부터 오히려 다양한 종류의 특수화된 합리론이 확인되고 있다. 예를 들어 로버트 브랜덤은 《아티큐레이팅 리즌스》(Articulating Reasons)에서 자신의 과정(programme)의 일면을 위한 이름으로서 합리론적 익스프레시비즘(rationalist expressivism)과 합리론적 프래그머티즘(rationalist pragmatism)이라는 용어를 사용하였고, 명제의 내용은 "필수적으로 전제와 추론의 결론으로서 모두 작용한다"는 주장인 언어적 합리론(linguistic rationalism)을 윌프리드 셀러스의 주요 이론으로 인정하였다. 그러나 이러한 경향은 어디까지나 언어철학 내에서의 합리론적 경향일 뿐, 종합적인 의미에서의 합리주의라고 하기 어렵다. 종합적인 의미에서의 합리론적 경향과, 언어철학적인 의미에서의 합리론적 경향 사이의 절충을 시도하는(John McDowell) 흐름도 존재하며, 종합적인 성격을 갖는 합리주의자도 현대철학의 분파에서 소수의 위치를 점하고 있다.

## 절충적 입장

### 임마누엘 칸트
근대 철학의 핵심적 인물 중 한 명으로서, 칸트(Immanuel Kant)는 합리론이란 용어를 정립하였다. 칸트는 인간의 인식은 자연법을 구축하며, 이성은 도덕성의 원천이라고 주장하였다. 이러한 그의 사상은 현대의 사상, 특히 형이상학, 인식론, 윤리학, 정치 철학, 미학과 같은 분야에서 주요한 영향력을 발휘하고 있다.
칸트는 자신의 인식론을 초월적 관념론이라 이름붙이고 자신의 유명한 저작인 《순수이성비판》에서 이러한 관점을 처음 제시하였다. 여기서 칸트는 합리론과 경험론의 도그마에는 둘 다 근본적인 문제가 있다고 주장하였다. 합리론자에게는 순수 이성은 자신의 한계를 넘어, 신의 존재, 자유 의지, 인간 영혼의 불멸과 같이, 가능한 모든 경험의 영역을 넘는 것들을 인식한다고 주장할 때 오류를 일으킨다고 주장하였다. 칸트는 이러한 객체를 물자체라고 불렀으며, 가능한 모든 경험을 뛰어넘는 객체로서의 그들의 지위는 우리가 그것들을 알 수 없다는 것을 의미한다고 주장하였으며, 이러한 의미에서 "광의의 이성(Vernunft)을 이성의 재판대에 세워야 한다."라고 주장하였다. 경험론자에 대해서는 경험이 기본적으로 인간의 지식에 필요하다는 것은 옳은 반면에, 이성은 일관적인 생각으로 경험을 바꾸기 위해서 필요하다고 주장하였다. 이렇게 칸트는 이성과 경험은 둘 다 인간의 지식에 필요하다고 결론내렸다. 같은 방법으로 칸트는 사유를 오로지 분석으로만 간주하는 것은 잘못됐다고 주장하였다. 칸트의 관점에서 "아 프리오리"한 개념은 존재하지만, 그것들이 지식의 확장으로 이어지려면, 경험적 데이터와 관계를 맺어야 한다.

## 합리론에 속하는 사조
- 인본주의
  - 객관적 관념론
    - 플라톤주의
    - 데카르트주의

  - 스토아주의
    - 스피노자주의
      - 청년 헤겔주의
        - 마르크스주의

  - 신플라톤주의
- 피타고라스주의

## 절충적 입장에 속하는 사조
- 초월적 관념론
  - 신칸트주의
    - 현상학 및 해석학

  - 프랑크푸르트 학파
- 신실용주의

## 합리론에 대립적인 사조
- 경험론
  - 분석철학 사조의 대부분
  - 실용주의
- 낭만주의
- 보수주의
- 실존주의
  - 생철학
- 포스트구조주의
  - 포스트모더니즘
  - 해체주의

## 같이 보기
- 코모 호수의 예술가를 위한 빌라 (제5회 밀라노 삼년전)(Villa sul Lago di Como per artista）
- 17세기 철학
- 비판적 합리주의
- 역사비평
- 인문주의
- 관념론
- 본유주의
- 비합리주의
- 자연철학
- 유명론
- 객관
- 객관성 (과학)
- 현상학
- 실재론
- 실증주의
- 합리적 선택 이론
- 합리적 기대